# RV Komet-Delia 09 Köln
Die Rennfahrervereinigung Komet-Delia 1909 Köln e. V. ist einer der ältesten und traditionsreichsten Radsportvereine aus Köln.

## Geschichte
Erster Vorgängerverein der heutigen Komet-Delia war der 1909 im Kölner Severinsviertel gegründete RC Delia 09, dessen damaliger Leistungsträger Peter Günther unter anderem 1911 in Leipzig die Weltmeisterschaft im Steherrennen gewinnen konnte. Ab 1918 organisierte der RC Delia 09 nach dessen tödlichem Sturz auf der Rennbahn in Düsseldorf zu seinen Ehren jährlich das Peter-Günther-Erinnerungsrennen. Die 1925 gegründete RV Komet Köln rekrutierte ihre Mitglieder aus dem ehemaligen RC Staubwolke Köln und dem zuvor aufgelösten RV Falke Sülz. Ihr Leistungsträger Josef Köchner wurde unter anderem 1930 Deutscher Meister im Zehn-Kilometer-Rennen auf der Rennbahn.
1936 fusionierten beide Radsportvereine unter dem Namen RV Komet-Delia 09 und konnten ihre sportlichen Erfolge gemeinsam fortsetzen. Die Tradition des Peter-Günther-Erinnerungsrennens war nach der Fusion vom gemeinsamen Vorstand ab 1936 auf einer Rundstrecke durch den Kölner Stadtwald fortgeführt worden. Seit 1954 organisiert die neue Komet-Delia regelmäßig weitere Wettkämpfe und nimmt mit ihren aktiven Mitgliedern an lokalen und internationalen Rennveranstaltungen teil. 
1972 holten Ursula Bürger und 1973 wiederum Christa Freiberger für die Komet-Delia die Deutsche Meisterschaft im Eintagesrennen. Es folgten weitere Siege bei Deutschen Meisterschaften auf der Rennbahn durch Rolf Dick, Holger Nagel, Uwe Burbach, Günter Esser und Norbert Becker. Zum aktiven Kader gehörte auch der Weltmeister Rolf Wolfshohl. Zudem betrieb die Komet-Delia ab 1974 die größte Frauenmannschaft innerhalb des damaligen Bundes Deutscher Radfahrer. So holten vor allem die beiden Schwestern Beate und Gabi Habetz schließlich in den Folgejahren bei Eintagesrennen und auf der Rennbahn Siege bei Deutschen Meisterschaften, bevor Beate Habetz 1978 in Pulheim die Weltmeisterschaft der Frauen gewann. Ab 1980 zählte Josef Kristen zu den wichtigsten Leistungsträgern der Komet-Delia mit drei Siegen bei Deutschen Meisterschaften und Drittplatzierungen bei Weltmeisterschaften. 1987 konnte wiederum Andrea Schütze als Dritte die Deutsche Meisterschaft im Eintagesrennen beenden.
Seit 1992 betreibt die Komet-Delia eine der größten Nachwuchsabteilungen in Deutschland und ist abseits des Leistungssports auch im freizeitlichen Breitensport tätig. Aus ihren Reihen und auch weiterhin aktives Mitglied ist unter anderem Nils Politt, der einem breiteren Publikum durch seine Teilnahmen an Rundfahrten wie der Tour de France bekannt ist.